# Macrocentrus minor
Macrocentrus minor är en stekelart som beskrevs av Gyöö Viktor Szépligeti 1908. Macrocentrus minor ingår i släktet Macrocentrus och familjen bracksteklar. Inga underarter finns listade i Catalogue of Life.